# Jean-Arnaud de Castellane
Pour les articles homonymes, voir Castellane (homonymie).
Pour les autres membres de la famille, voir Famille de Castellane.
Jean-Arnaud de Castellane, né le 11 décembre 1733 à Pont-Saint-Esprit et mort le 9 septembre 1792 à Paris, est un évêque français. Il fut en effet évêque de Mende. L'accession à l'évêché lui avait également conféré le titre de comte de Gévaudan, ce titre étant dévolu aux évêques de Mende, depuis l'acte de paréage signé en 1307 par le roi et Guillaume Durand. Il fut d'ailleurs le dernier comte du Gévaudan, ce titre ayant été supprimé lors de la Révolution française.

## Biographie
Né à Pont-Saint-Esprit, il est vicaire général de diocèse de Reims, aumônier du roi.
Il est nommé évêque de Mende le 1er novembre 1767. C'est dans la chapelle du roi à Versailles qu'il est consacré le 14 février 1768 par l'archevêque de Trajanapolis, Alexandre de Talleyrand-Périgord. Il prend possession de son évêché le 14 février 1768.
En 1789, Jean-Baptiste Rougier de La Bergerie, député de l'Yonne, dénonce l’évêque comme étant le moteur secret de tous les événements contre-révolutionnaires en Lozère.
Il refuse de prêter serment à la Constitution civile du clergé. Un évêque constitutionnel est élu à sa place: Étienne Nogaret. Jean-Arnaud de Castellane ne démissionne cependant pas. Il se réfugie alors dans le château de Chanac, résidence d'été des évêques de Mende. Puis il se rend à Paris chez un de ses neveux. Alors qu'il tente de s'enfuir, il est capturé à Dormans (département de la Marne) et exécuté à Paris le 9 septembre 1792.

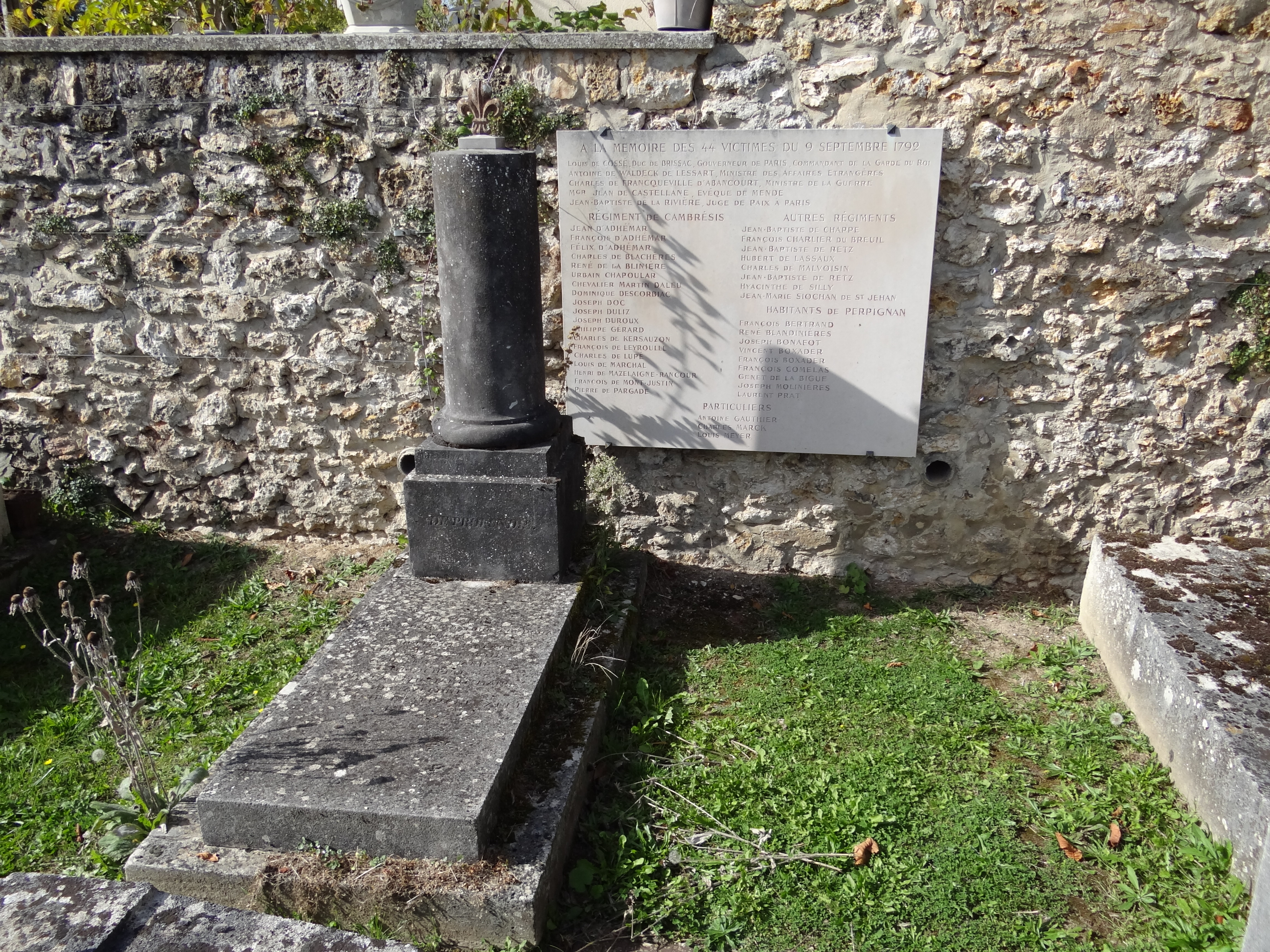
Le mémorial de la fosse commune où est inhumé Jean-Arnaud de Castellane au cimetière Saint-Louis à Versailles (Yvelines).

Il est enterré au cimetière Saint-Louis de Versailles.